# Res publica
Res publica o Rēs pūblica es una expresión del latín, que significa literalmente "cosa pública", lo que se conoce modernamente como esfera pública. Etimológicamente, es el origen de la palabra "república" y, conceptualmente, de la inglesa commonwealth. Su uso se vincula generalmente con los conceptos actuales de sector público y Estado, y con los conceptos tradicionales de bien común y procomún.

## Res publica en la Antigua Roma
Ya en la Antigua Roma Res publica era un concepto con distintos significados o connotaciones. 

### «Propiedad pública»
En el Derecho romano Res publica se refiere normalmente a una cosa que no es considerada propiedad privada (res privata), sino que es de uso público, como por ejemplo un puente o una calle.

### «El Estado»
Juntando todo lo que es de interés público se llega a la connotación de que res publica en general significa Estado. Para los romanos esto equivalía también al Imperio romano en su conjunto y todos sus intereses (independientemente de su forma de gobierno, ya fuera una república o un reino imperial).

### «La República (romana)»
Los autores romanos también podían usar esta palabra res publica refiriéndose a la época en que Roma era gobernada como una república, esto es la época entre el Reino Romano y el Imperio romano. Así pues en este caso res publica sí distingue la forma de gobierno y se refiere generalmente a la República romana.

### «Política» u «Organización estatal» o «Gobierno»
Res publica puede también tener un significado más genérico y referirse a la política y sus actividades en general o al sistema de gobierno estatal. En este sentido res publica traducía el concepto griego politeia (que originalmente significaba la organización estatal de una ciudad-estado en la Antigua Grecia, aunque era también un concepto complejo en matices).